# Martin Nečas
Martin Nečas (Nové Město na Moravě, República Checa, 15 de enero de 1999) apodado Nechy o Sugar Boo, es un jugador profesional checo de hockey sobre hielo que se desempeña en la posición de centro en Carolina Hurricanes, equipo de la National Hockey League (NHL).

## Carrera
Fue seleccionado en la primera ronda en la NHL Entry Draft de 2017. Hizo su debut profesional con el equipo Carolina Hurricanes, donde lleva jugando siete temporadas.